# Anna Vavroušková
Anna Vavroušková (29. července 1904 Vršovice – 1993) byla česká archivářka a historička.

## Životopis
Anna Vavroušková se narodila 29. července 1904 ve Vršovicích u Prahy do rodiny Bohumila a Boženy Vavrouškových. Její otec byl ředitel Štefánikovy koleje. Střední školu absolvovala na reálném gymnáziu na Královských Vinohradech a poté v letech 1924 až 1927 vystudovala čtvrtý kurz Státní archivní školy. Odpromovala 2. prosince 1927. Poté nastoupila do Historického ústavu Československé Akademie věd. V roce 1928 uspořádala pozůstalost historika Augusta Sedláčka. Spolupracovala na edici Desky zemské království českého a přispívala do Časopisu rodopisné společnosti.
Zemřela v roce 1993 a její pozůstalost je uložena v Masarykově ústavu a archivu AV ČR.

## Dílo
- VAVROUŠKOVÁ, Anna (ed.). Desky zemské Království českého. Řada I. Kvaterny trhové. Praha 1935.
- VAVROUŠKOVÁ, Anna. Rodinné zápisy Chřepických z Modliškovic, Časopis rodopisné společnosti 4, 1934, s. 1–18. [8]
- VAVROUŠKOVÁ, Anna. Sedláčkova pozůstalost a její význam pro bádání rodopisné, Časopis rodopisné společnosti 1, 1929, s. 17–28.[9]

- VAVROUŠKOVÁ, Anna. Šifrované dopisy Fridricha Falckého. In: Sborník prací věnovaných Janu Bedřichu Novákovi k šedesátým narozeninám. Praha: Československá archivní společnost, 1932, s. 486-494